# Europese kampioenschappen shinkyokushin karate 1997
De Europese kampioenschappen shinkyokushin karate 1997 waren door de World Karate Organization (WKO) georganiseerde kampioenschappen voor kyokushinkai karateka's. De eerste editie van de Europese kampioenschappen vond plaats in het Duitse Berlijn.

## Resultaten
| Gewichtsklasse | Goud              | Zilver          | Brons                         |
| -------------- | ----------------- | --------------- | ----------------------------- |
| Lichtgewicht   | Antal Bencze      | Sandor Dorgo    | Pascal Requena Ricardas Poska |
| Middengewicht  | Muzaffer Bacak    | Mathias Halberg | Ferenc Fris Michael Gerritsen |
| Zwaargewicht   | Thomas Turcinskas | Dimitri Tranpov | Burghard Gartner Gyula Telek  |